# Cerianthus multiseptata
Cerianthus multiseptata är en korallart som beskrevs av Eugène Leloup 1965. Cerianthus multiseptata ingår i släktet Cerianthus och familjen Cerianthidae. Inga underarter finns listade i Catalogue of Life.